# Primina
A primina é o primeiro invólucro do óvulo, contando-se de fora para dentro. Em seguida, temos a secundina: segundo invólucro ou camada protetora do óvulo. A primina e a secundina do óvulo transformam-se na casca da semente. A oosfera fecundada dará origem ao zigoto diploide, que formará o embrião, e o zigoto triploide, originado da fecundação dos núcleos polares, formará o endosperma secundário ou albúmen.